# RCA Dome
Der RCA Dome war ein komplett überdachtes Stadion in Indianapolis, welches Platz für 57.980 Zuschauer bot. Es war die Heimspielstätte der Indianapolis Colts. 
Auf die Football-Saison 2008/09 hin wurde das Stadion durch das Lucas Oil Stadium, einen Neubau, auch im Zentrum von Indianapolis, ersetzt. Das neue Stadion kann bis zu 70.000 Zuschauer aufnehmen und bietet so eine würdige Heimstätte für die Super-Bowl-Gewinner von 2007. Sponsor Lucas Oil, ein lokaler Hersteller von Motorölen, bezahlte 120 Millionen US-Dollar für einen zwanzig Jahre dauernden Namensvertrag.
Nach der Fertigstellung des Lucas Oil Stadiums wurde der RCA Dome am 20. Dezember 2008 abgerissen.